# Коблиця (річка)
Ко́блиця — річка в Україні, у Бородянському й Іванківському районах Київської області. Права притока Талі (басейн Дніпра).

## Опис
Довжина річки приблизно 10-12 км.

## Розташування
Бере початок на південному заході від Михайленків. Тече переважно на північний захід понад Великим Лісом, Коблицею і на південному заході від Леонівки впадає у річку Таль, праву притоку Тетерева.
Річку перетинає автомобільна дорога Т 1011.